# Diplazon pectoratorius
Diplazon pectoratorius är en stekelart som först beskrevs av Carl Peter Thunberg 1822.  Diplazon pectoratorius ingår i släktet Diplazon och familjen brokparasitsteklar. Arten är reproducerande i Sverige. Inga underarter finns listade i Catalogue of Life.